# Bairols
Bairols [bɛʁɔl] est une commune française située dans le département des Alpes-Maritimes en région Provence-Alpes-Côte d'Azur. 

## Géographie

### Localisation
Bairols est un village en nid d'aigle perché sur une arête rocheuse situé au-dessus de la route de la Tinée à 830 mètres d'altitude, à 60 kilomètres de Nice et 13 kilomètres de  Clans.

### Communes limitrophes
Les communes limitrophes sont  Clans, Ilonse, Marie, Massoins et Tournefort.

### Géologie et relief
Village perché de la vallée de la Tinée, construit à 830 mètres d'altitude, sur une arête rocheuse, dominé par la Pointe des Quatre Cantons,.
La partie forestière couvre 74 % de la surface de la commune.

### Hydrographie

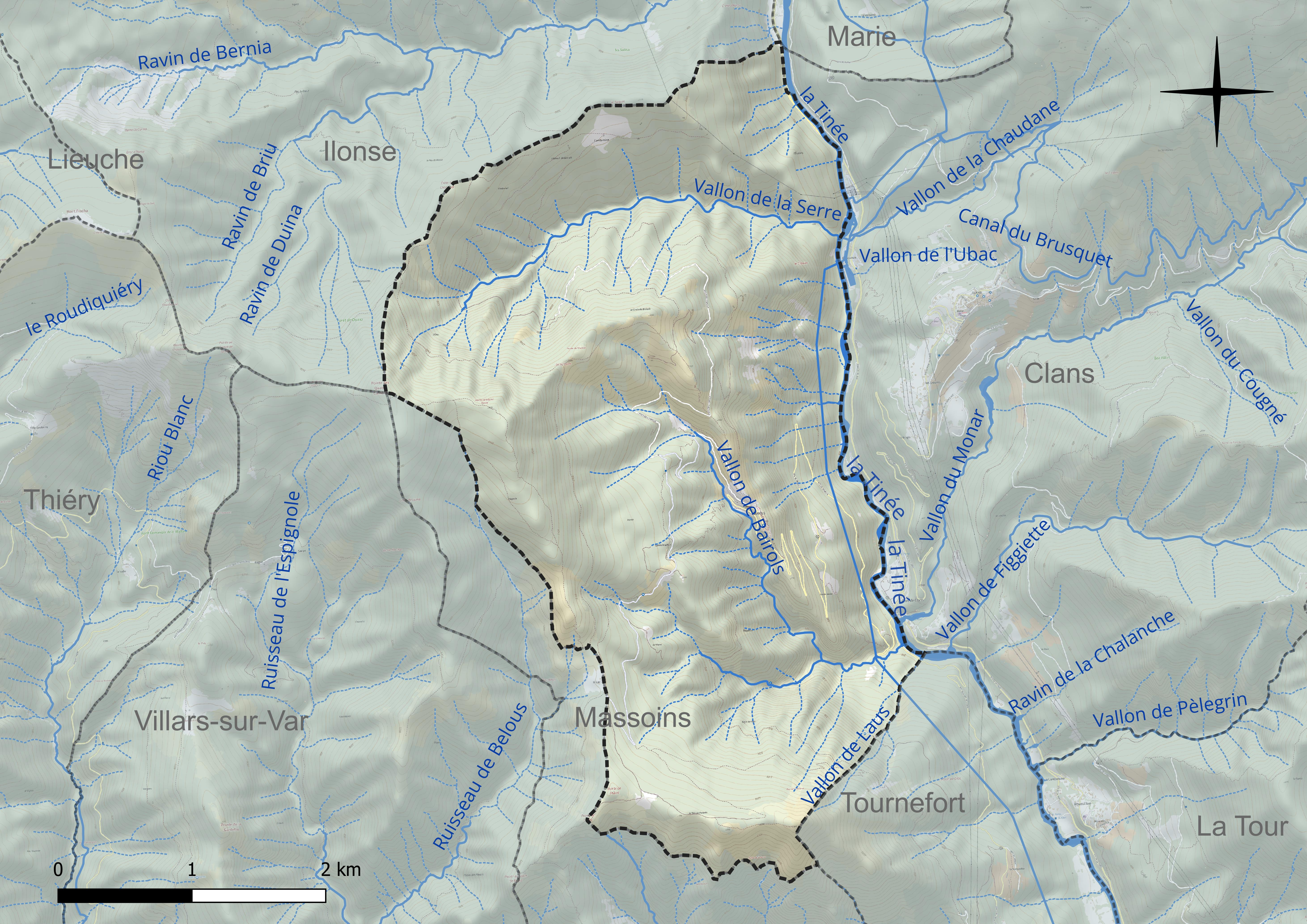
Carte hydrographique de la commune.

Cours d'eau sur la commune ou à son aval :
- rivière la Tinée, un affluent du fleuve côtier le Var,
- ruisseau de Belous,
- vallons de la Serre, du Pas de Masse, de la Chaudane, de Bairols, de Laus,
- ravin de la Médecine.

### Climat
Pour des articles plus généraux, voir Climat de Provence-Alpes-Côte d'Azur et Climat des Alpes-Maritimes.
En 2010, le climat de la commune est de type climat méditerranéen altéré, selon une étude du Centre national de la recherche scientifique s'appuyant sur une série de données couvrant la période 1971-2000. En 2020, Météo-France publie une typologie des climats de la France métropolitaine dans laquelle la commune est exposée à un climat de montagne ou de marges de montagne et est dans la région climatique Var, Alpes-Maritimes, caractérisée par une pluviométrie abondante en automne et en hiver (250 à 300 mm en automne), un très bon ensoleillement en été (fraction d’insolation > 75 %), un hiver doux (8 °C) et peu de brouillards.
Pour la période 1971-2000, la température annuelle moyenne est de 13,4 °C, avec une amplitude thermique annuelle de 15,7 °C. Le cumul annuel moyen de précipitations est de 982 mm, avec 6,1 jours de précipitations en janvier et 5,1 jours en juillet. Pour la période 1991-2020, la température moyenne annuelle observée sur la station météorologique de Météo-France la plus proche, « Rimplas_sapc », sur la commune de Rimplas à 9 km à vol d'oiseau, est de 12,2 °C et le cumul annuel moyen de précipitations est de 908,8 mm. 
La température maximale relevée sur cette station est de 35,5 °C, atteinte le 23 août 2023 ; la température minimale est de −10,7 °C, atteinte le 27 février 2018,,.
Les paramètres climatiques de la commune ont été estimés pour le milieu du siècle (2041-2070) selon différents scénarios d'émission de gaz à effet de serre à partir des nouvelles projections climatiques de référence DRIAS-2020. Ils sont consultables sur un site dédié publié par Météo-France en novembre 2022.

## Urbanisme

### Typologie
Au 1er janvier 2024, Bairols est catégorisée commune rurale à habitat très dispersé, selon la nouvelle grille communale de densité à 7 niveaux définie par l'Insee en 2022.
Elle est située hors unité urbaine. Par ailleurs la commune fait partie de l'aire d'attraction de Nice, dont elle est une commune de la couronne,. Cette aire, qui regroupe 100 communes, est catégorisée dans les aires de 200 000 à moins de 700 000 habitants,.

### Occupation des sols

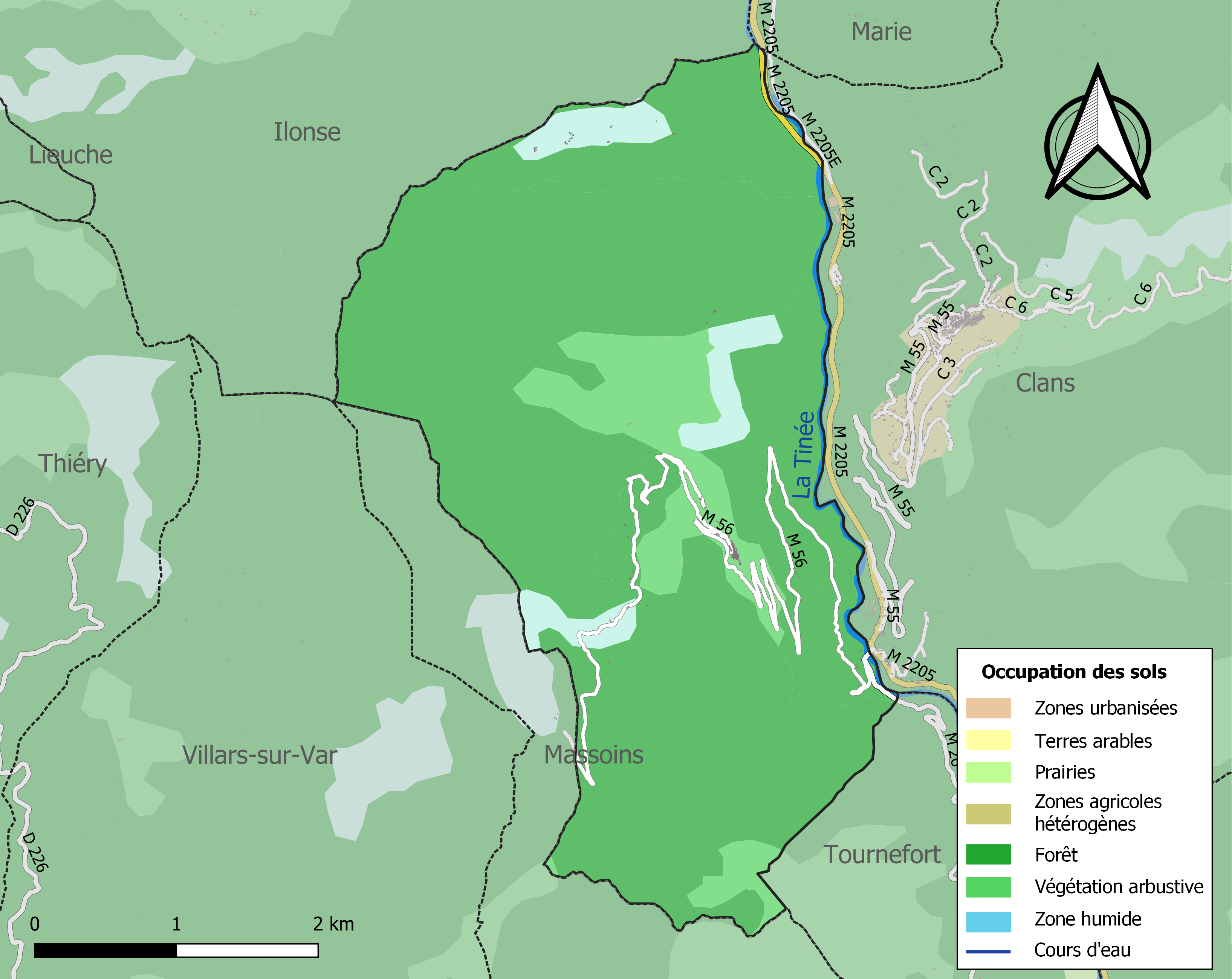
Carte de l'occupation des sols de la commune en 2018 (CLC).

L'occupation des sols de la commune, telle qu'elle ressort de la base de données européenne d’occupation biophysique des sols Corine Land Cover (CLC), est marquée par l'importance des forêts et milieux semi-naturels (100 % en 2018), une proportion identique à celle de 1990 (100 %). La répartition détaillée en 2018 est la suivante :
forêts (84,5 %), milieux à végétation arbustive et/ou herbacée (9,9 %), espaces ouverts, sans ou avec peu de végétation (5,5 %).
L'évolution de l’occupation des sols de la commune et de ses infrastructures peut être observée sur les différentes représentations cartographiques du territoire : la carte de Cassini (XVIIIe siècle), la carte d'état-major (1820-1866) et les cartes ou photos aériennes de l'IGN pour la période actuelle (1950 à aujourd'hui).

### Morphologie urbaine
Le village, qui s’est développé sur un éperon rocheux vers le tout début de l’époque moderne, présente un plan linéaire, des rues pavées, et des maisons-remparts.
La particularité du mode de construction des maisons du village est l’utilisation de matériaux locaux extraits à proximité. Les murs sont faits de pierres de couleur rouge, des pélites du Permien du dôme de Barrot, et les toits sont en lauzes du pays.

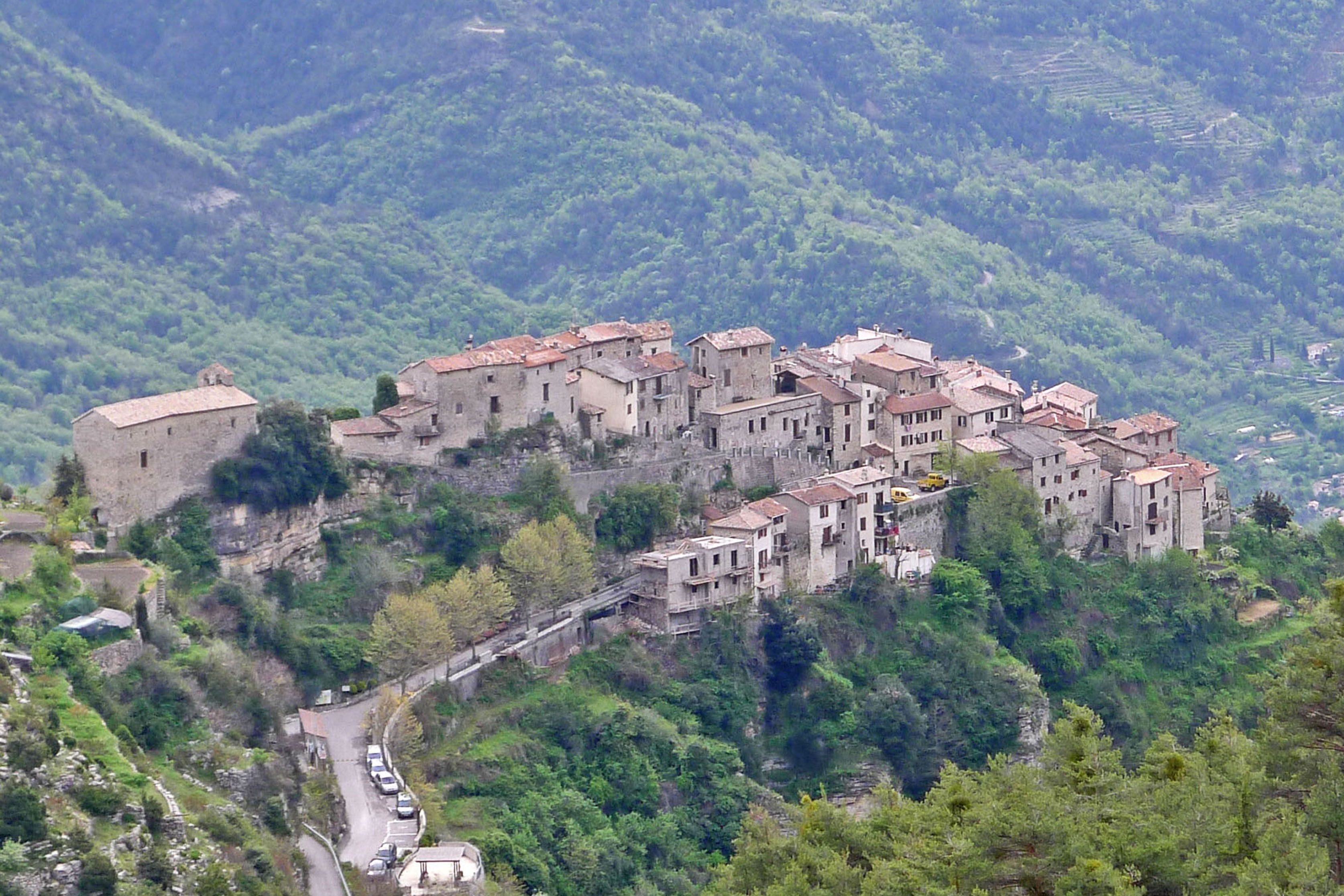
Le village depuis la route des Châtaigniers.

### Habitat et logement
En 2020, le nombre total de logements dans la commune était de 85, alors qu'il était de 86 en 2015 et de 79 en 2010.
Parmi ces logements, 51,6 % étaient des résidences principales, 44,9 % des résidences secondaires et 3,5 % des logements vacants. Ces logements étaient pour 74,4 % d'entre eux des maisons individuelles et pour 25,6 % des appartements.
Le tableau ci-dessous présente la typologie des logements à Bairols en 2020 en comparaison avec celle des Alpes-Maritimes et de la France entière. Une caractéristique marquante du parc de logements est ainsi une proportion de résidences secondaires et logements occasionnels (44,9 %) très supérieure à celle du département (25,3 %) et à celle de la France entière (9,7 %). Concernant le statut d'occupation de ces logements, 75,6 % des habitants de la commune sont propriétaires de leur logement (78,2 % en 2015), contre 55,3 % pour les Alpes-Maritimes et 57,5 pour la France entière.
| Typologie                                               | Bairols | Alpes-Maritimes | France entière |
| ------------------------------------------------------- | ------- | --------------- | -------------- |
| Résidences principales (en %)                           | 51,6    | 66,3            | 82,1           |
| Résidences secondaires et logements occasionnels (en %) | 44,9    | 25,3            | 9,7            |
| Logements vacants (en %)                                | 3,5     | 8,4             | 8,2            |

### Planification de l'aménagement
La commune est intégrée dans le plan local d'urbanisme métropolitain approuvé le 25 octobre 2019.

### Voies de communications et transports
La commune est desservie par la route départementale M 26 vers Tournefort et Marie, et route départementale M 56 depuis Pont-de-Clans.
Bairols est desservie par le réseau Lignes d'Azur.

### Risques naturels et technologiques
Le 2 octobre 2020, de nombreux villages des diverses vallées des Alpes-Maritimes (Breil-sur-Roya, Fontan, Roquebillière, Saint-Martin-Vésubie, Tende...) sont fortement touchés par un « épisode méditerranéen » de grande ampleur. Certains hameaux sont restés inaccessibles jusqu'à plus d'une semaine après la catastrophe et l'électricité n'a été rétablie que vers le 20 octobre. L'arrêté du 7 octobre 2020 portant reconnaissance de l'état de catastrophe naturelle a identifié 55 communes, dont Bairols, au titre des « Inondations et coulées de boue du 2 au 3 octobre 2020 ».
Commune située dans une zone de sismicité moyenne.

## Toponymie
Le nom de la localité est attesté sous la forme latine Bairolium au XIe siècle, in Bairolo vers 1040, Bairoliis au XIe siècle, Bairols en 1066, Bairol en 1152, Baiorols en 1160, apud Bayrolos en 1286, de Bayrolis en 1333, in villa Bairolii en 1388.
Lo localité est dénommée Bairòls en occitan.
Ce toponyme pourrait dériver d'une racine ligure Ber- rappelant un plateau élevé, bar qui signifie « lieu dominant » et rols « rochers », ce qui correspondrait à la morphologie des lieux.

## Histoire

### Moyen Âge
« Bairolo » est cité vers 1040. Le village est alors donné à l'abbaye de Lérins puis un château-fort (castrum) y est mentionné
Un prieuré bénédictin Saint-Martin, possession de l’abbaye de Lérins est mentionné. En 1353 il abrite un prieur et un religieux.
Le village devient vers le XIVe siècle un fief des Grimaldi de Beuil.
Au XIVe siècle, c'est un fief de la Reine Jeanne.

### Temps modernes
Bairolms a été affecté par tous les conflits se passant dans la région de la Tinée, notamment la guerre de Succession d'Espagne et le passage des Gallispans et des Austro-sardes
Le village, difficilement accessible par de mauvais chemins, a vécu essentiellement de l'exploitation de la forêt pour la Marine, ainsi que d'une activité agricole et pastorale, parfois déficitaire pour nourrir la population du village, qui, en 1752, comptait 140 habitants

### Époque contemporaine
Le village faisait partie du comté de Nice du royaume de Sardaigne jusqu'à son rattachement à la France part le traité de Turin en 1860.
Le village n'a été relié par une route carrossable qu'en 1939.

## Politique et administration

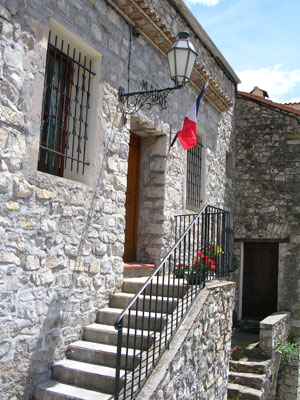
La mairie.

### Rattachements administratifs et électoraux

#### Rattachements administratifs
La commune se trouve depuis 1926 dans l'arrondissement de Nice du département des Alpes-Maritimes.
Elle faisait partie du canton de Villars-sur-Var. Dans le cadre du redécoupage cantonal de 2014 en France, cette circonscription administrative territoriale a disparu, et le canton n'est plus qu'une circonscription électorale.

#### Rattachements électoraux
Pour les élections départementales, la commune fait partie depuis 2014 du canton de Vence
Pour l'élection des députés, elle fait partie de la deuxième circonscription des Alpes-Maritimes.

### Intercommunalité
Bairols était membre de la communauté de communes de la Tinée, un établissement public de coopération intercommunale (EPCI) à fiscalité propre créé fin 1999 et auquel la commune avait transféré un certain nombre de ses compétences, dans les conditions déterminées par le code général des collectivités territoriales.
Dans le cadre des dispositions de la loi de réforme des collectivités territoriales du 16 décembre 2010, qui a créé une forme particulièrement intégrée d'intercommunalité, celle-ci a fusionné avec ses voisines et la communauté urbaine Nice Côte d'Azur pour former, le 1er janvier 2012, la métropole Nice Côte d'Azur, dont est désormais membre la commune.

### Liste des maires
| Période                                  | Période                        | Identité             | Étiquette | Qualité                                             |
| ---------------------------------------- | ------------------------------ | -------------------- | --------- | --------------------------------------------------- |
| Les données manquantes sont à compléter. |                                |                      |           |                                                     |
|                                          |                                |                      |           |                                                     |
| 1861                                     | 1871                           | Ferdinand Blanc      |           |                                                     |
|                                          |                                |                      |           |                                                     |
| 1874                                     | 1888                           | Marcellin Blanc      |           |                                                     |
| 1888                                     | 1892                           | Théophile Isoard     |           |                                                     |
| 1892                                     | 1896                           | Ferdinand Blanc      |           |                                                     |
| 1896                                     | 1900                           | Michel Barnouin      |           |                                                     |
| 1900                                     | 1908                           | Xavier Blanc         |           |                                                     |
| 1908                                     | 1916                           | Paul Blanc           |           |                                                     |
| 1916                                     | 1922                           | Michel Barnouin      |           |                                                     |
| 1922                                     | 1945                           | Vitalin Champoussin  |           |                                                     |
| 1945                                     | 1952                           | César Roux,          |           |                                                     |
| 1952                                     | 1954                           | Robert Blanc         |           |                                                     |
| 1954                                     | 1959                           | Hilarion Champoussin |           |                                                     |
| 1959                                     | 1965                           | Robert Blanc         |           |                                                     |
| 1965                                     | 1977                           | Charles Ardisson     |           |                                                     |
| 1977                                     | janvier 1982                   | Albert Boetti        |           | Mort en fonction                                    |
| 1982                                     | août 2021                      | Angelin Buerch       | DVD       | Retraité Mort en fonction                           |
| octobre 2021                             | mai 2022                       | Claude Mercanti      |           | Chauffeur de bus scolaire retraité Mort en fonction |
| juillet 2023                             | En cours (au 30 novembre 2023) | Jacques Demaurizi    |           | Électromécanicien sur les moteurs des mégas yachts  |

### Budget et fiscalité 2018
En 2018, le budget de la commune était constitué ainsi :
- total des produits de fonctionnement : 241 000 €, soit 2 321 € par habitant ;
- total des charges de fonctionnement : 186 000 €, soit 1 786 € par habitant ;
- total des ressources d'investissement : 341 000 €, soit 3 282 € par habitant ;
- total des emplois d'investissement : 301 000 €, soit 2 894 € par habitant ;
- endettement : 290 000 €, soit 2 790 € par habitant.

Avec les taux de fiscalité suivants :
- taxe d'habitation : 7,41 % ;
- taxe foncière sur les propriétés bâties : 21,11 % ;
- taxe foncière sur les propriétés non bâties : 26,79 % ;
- taxe additionnelle à la taxe foncière sur les propriétés non bâties : 0,00 % ;
- cotisation foncière des entreprises : 0,00 %.

Chiffres clés Bairols.

## Équipements et services publics
Des commerces de proximité se trouvent au hameau limitrope de Pont de Clans, à 7 kilomètres du village : boulangerie, supérette, bureau de tabac.

### Enseignement
Établissements d'enseignements :
- Écoles maternelles à Clans, Villars-sur-var, Malaussène,
- Collèges à Saint-Sauveur-sur-Tinée, Roquebillière, Saint-Martin-du-Var,
- Lycée de Valdeblore.

### Santé
Professionnels et établissements de santé :
- Médecins à Villars-sur-Var, Saint-Sauveur-sur-Tinée,
- Pharmacies à Saint-Martin-Vésubie, Roquebillière, Levens,
- Hôpitaux à Villars-sur-Var, Saint-Martin-Vésubie, Roquebillière.

## Population et société

### Démographie
Les habitants sont appelés les Bairolois.
L'évolution du nombre d'habitants est connue à travers les recensements de la population effectués dans la commune depuis 1793. Pour les communes de moins de 10 000 habitants, une enquête de recensement portant sur toute la population est réalisée tous les cinq ans, les populations de référence des années intermédiaires étant quant à elles estimées par interpolation ou extrapolation. Pour la commune, le premier recensement exhaustif entrant dans le cadre du nouveau dispositif a été réalisé en 2004.

En 2022, la commune comptait 133 habitants, en évolution de +27,88 % par rapport à 2016 (Alpes-Maritimes : +2,85 %, France hors Mayotte : +2,11 %).
| 1793 | 1800 | 1806 | 1822 | 1838 | 1848 | 1858 | 1861 | 1866 |
| ---- | ---- | ---- | ---- | ---- | ---- | ---- | ---- | ---- |
| 176  | 185  | 211  | 225  | 253  | 268  | 257  | 259  | 273  |

| 1872 | 1876 | 1881 | 1886 | 1891 | 1896 | 1901 | 1906 | 1911 |
| ---- | ---- | ---- | ---- | ---- | ---- | ---- | ---- | ---- |
| 270  | 263  | 223  | 229  | 225  | 215  | 191  | 185  | 162  |

| 1921 | 1926 | 1931 | 1936 | 1946 | 1954 | 1962 | 1968 | 1975 |
| ---- | ---- | ---- | ---- | ---- | ---- | ---- | ---- | ---- |
| 129  | 102  | 92   | 57   | 32   | 30   | 25   | 37   | 30   |

| 1982 | 1990 | 1999 | 2004 | 2006 | 2009 | 2014 | 2019 | 2022 |
| ---- | ---- | ---- | ---- | ---- | ---- | ---- | ---- | ---- |
| 38   | 73   | 114  | 109  | 103  | 106  | 106  | 109  | 133  |

### Cultes
- Culte catholique, paroisse Notre-Dame de la Tinée[40], Diocèse de Nice.

## Économie

### Tourisme
- L'Auberge du Moulin[41], avec ses vestiges : la meule et ses presses hydrauliques, ainsi que son moulin à farine[42].
- Gîtes d’alpage.
- Nombreux sentiers de randonnées[43].

## Culture locale et patrimoine

### Lieux et monuments
- Vestiges de l'ancien village, au-dessous du village actuel, restauré sous les mandats du maire Angelin Buerch[27],[44].

- Ḗglise Sainte-Marguerite[45] dont la forme en S est due à la topographie.
 À l'intérieur, il y a deux fresques dans le chœur sur le thème du « Baptême du Christ ». L'église abrite une toile de Jean Rocca, Vierge au Rosaire et Mystères, datée de 1645[46],[47] et un groupe sculpté du XVIIIe siècle consacré à Sainte Marguerite et la Tarasque[48].
- Ruines du château[49],

- Deux anciens moulins[17] à huile et à grains[50],
- Lavoirs[17].
- Chapelles[51] :
  - Chapelle Saint-Antoine, au-dessus du village,
  - Chapelle Saint-Roch[52], au-dessus, édifié vers 1750[53],
  - Chapelle de la Madone[54]
  - Vestiges de la chapelle Saint-Martin[55],
  - Chapelle Saint Brens[56].
- Monument aux morts, une stèle placée sur la façade de l'église[57]

- La « stèle au cercle », une stèle néolithique en bloc en grès jaune apparemment local  découverte en 2003 à l’extérieur de la chapelle ruinée de Saint-Martin par Marie Marel et présentée désormais en position  verticale à l'entrée du village[17]. Une seconde stèle, qui pourrait remonter au Ier siècle apr. J.-C., en grès marron, est découverte en 2003, ainsi que de nombreux vestiges archéologiques[58].

- Randonnées pédestres, au lieu-dit du lac[27]
- Panoramas depuis la route menant à Bairols[17].

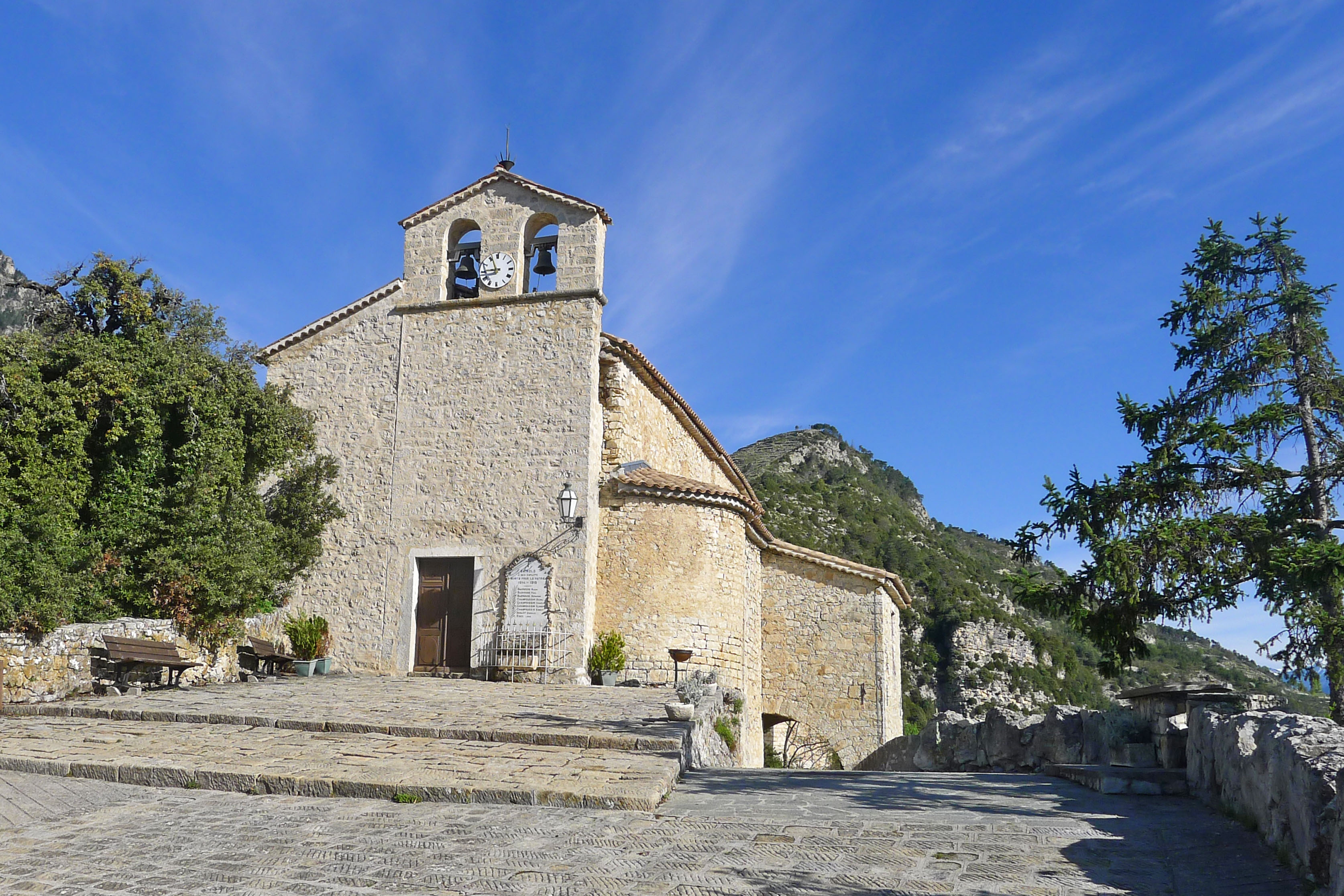
L’église Sainte-Marguerite...
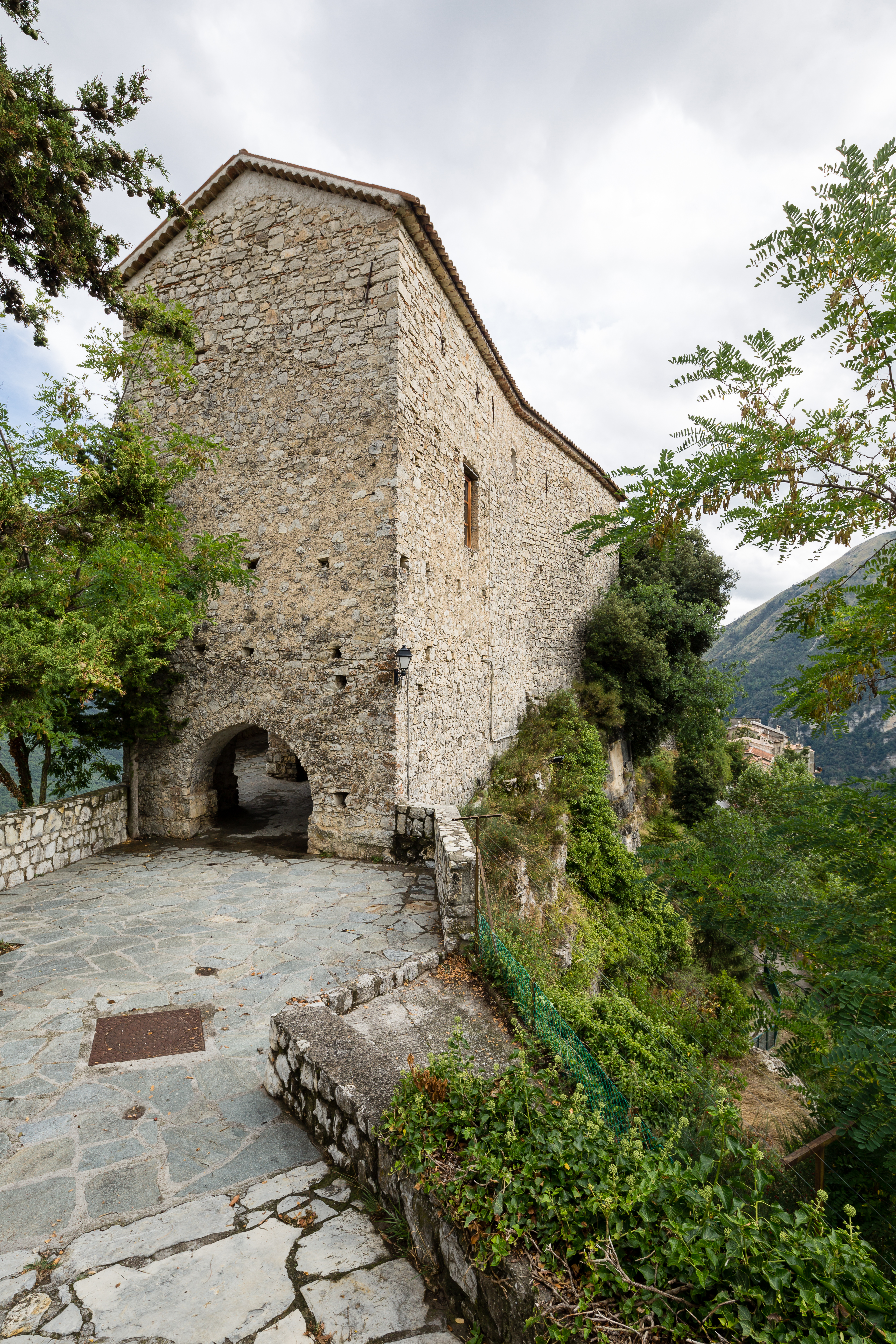
...son chevet...
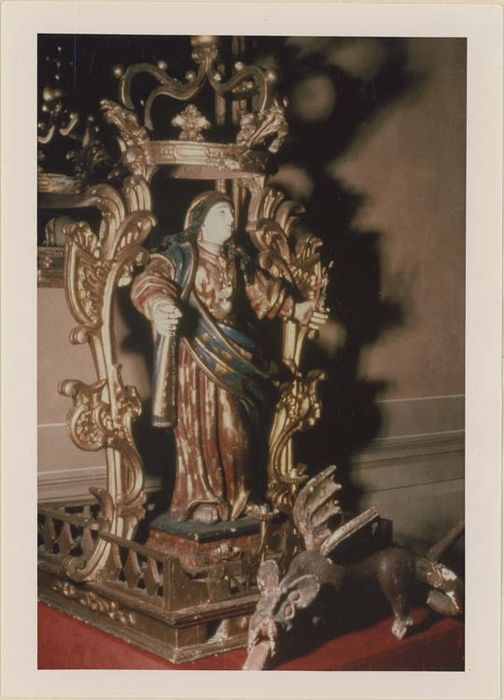
... et sa Sainte Marguerite et la Tarasque.
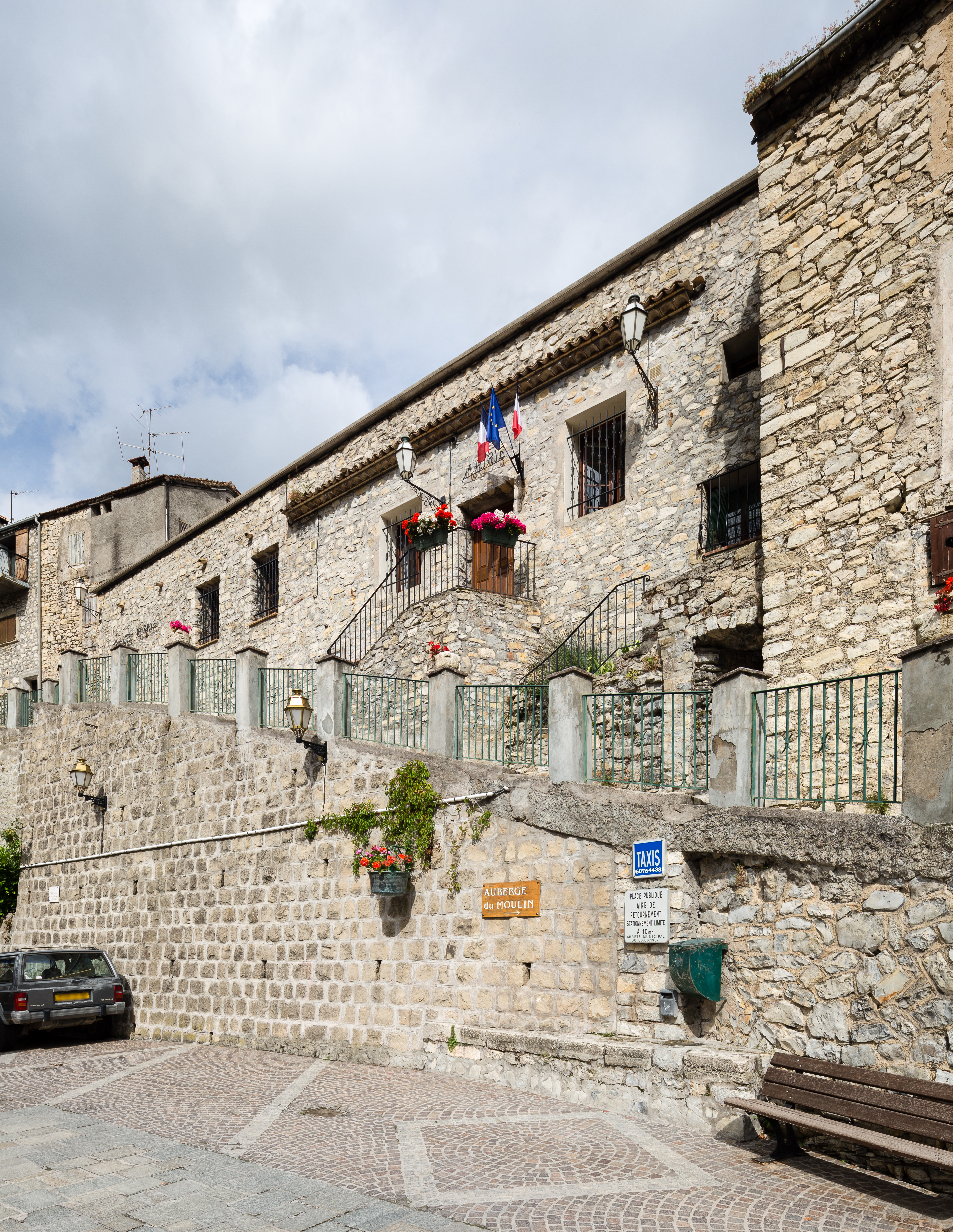
La mairie.
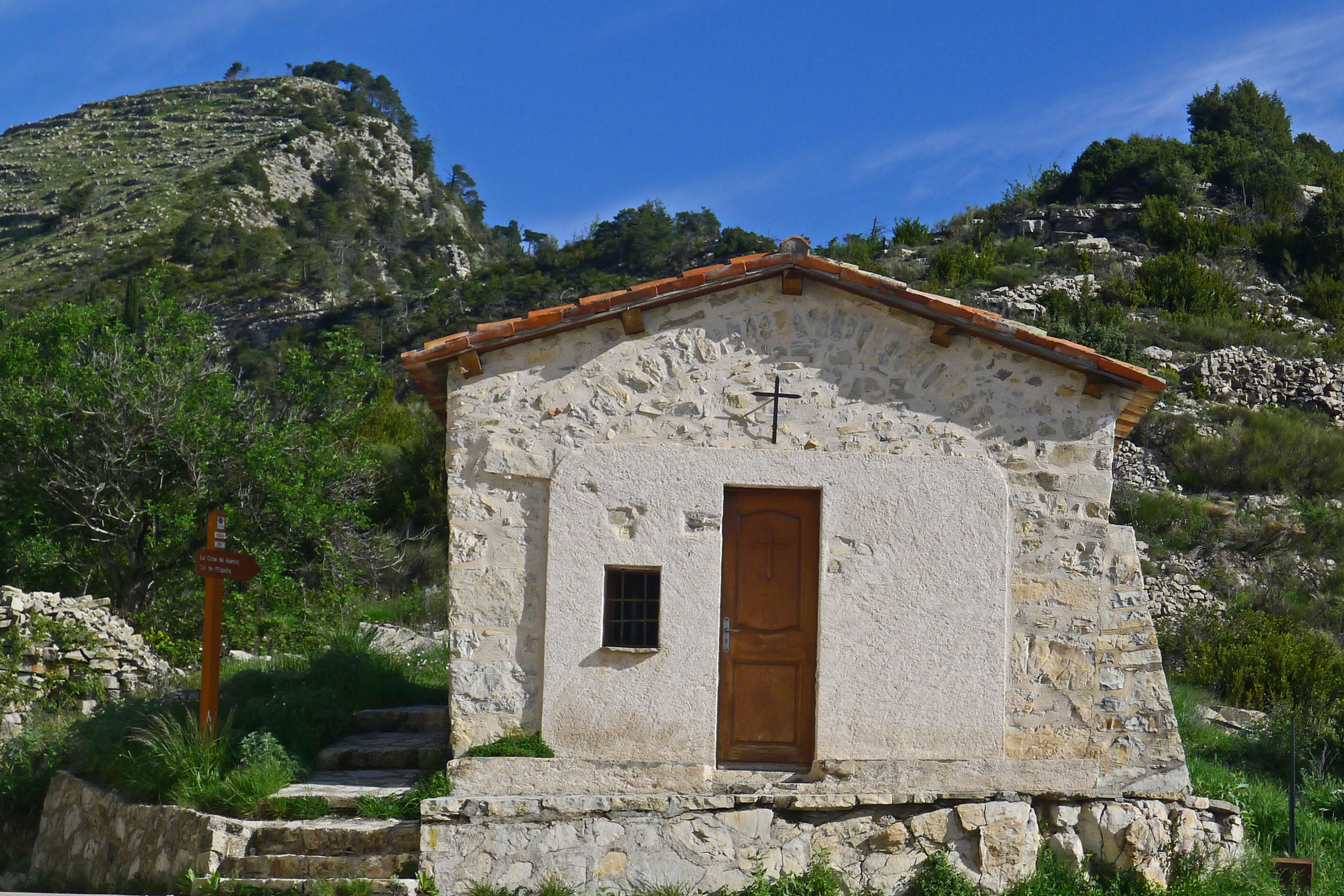
La chapelle Saint-Roch.
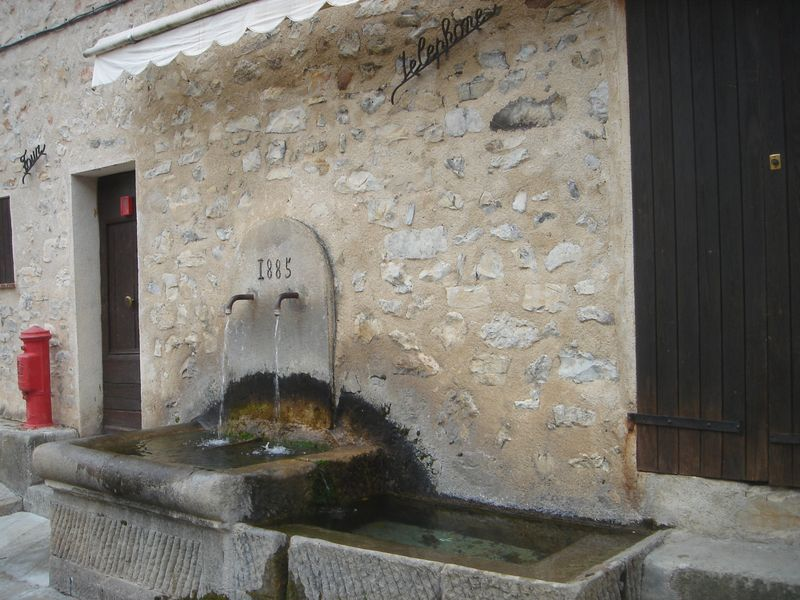
Fontaine-lavoir datée de 1885

### Héraldique
| Blason de Bairols | Blason  | Coupé-crénelé d’argent et de gueules le 1er, à l'étoile de huit rais du 2e. |
| Blason de Bairols | Détails | Le statut officiel du blason reste à déterminer.                            |

## Pour approfondir